# NGC 531
NGC 531 je čočková galaxie v souhvězdí Andromedy. Její zdánlivá jasnost je 14,0m a úhlová velikost 1,8′ × 0,5′. Je vzdálená 215 milionů světelných let, průměr má  světelných let. NGC 531 tvoří s galaxiemi NGC 529, NGC 536 a NGC 542 kompaktní skupinu galaxií Hickson Compact Group 10. Galaxii objevil 16. října 1855 R. J. Mitchell, asistent Williama Parsonse.

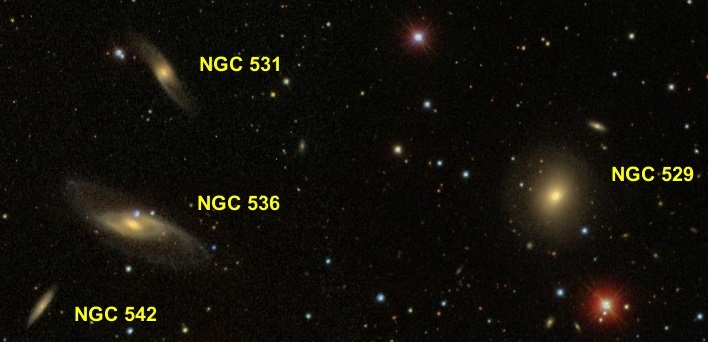
NGC 531 s NGC 529, NGC 536 a NGC 542 tvořící skupinu HCG 10 (SDSS)

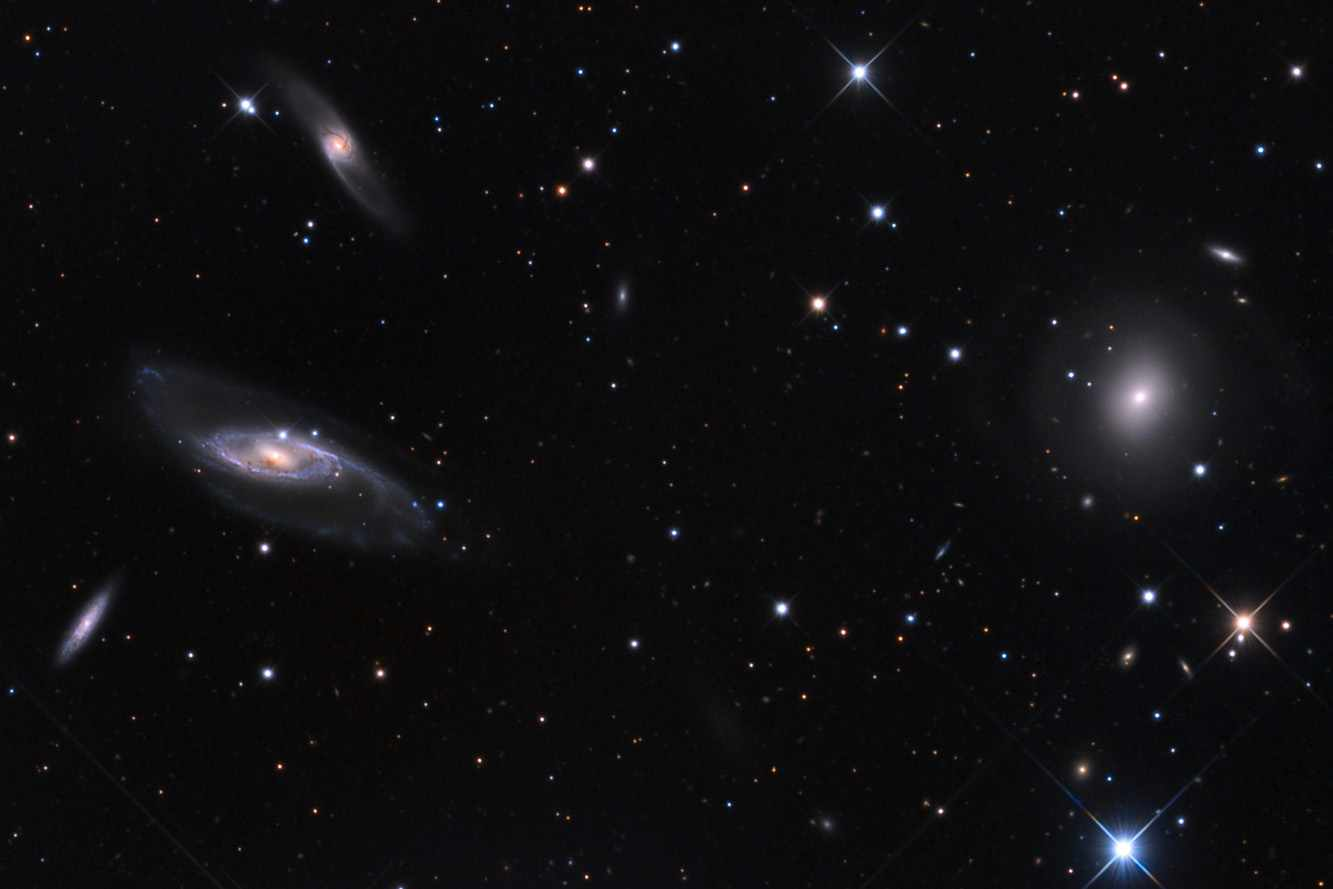
NGC 531 vlevo nahoře